# Ciclovía Pocuro
La ciclovía Pocuro (Poicura, en mapudungun Lleno de piedras: poi= lleno y cura=piedra; o Pol cura = Piedra de amarillo pálido o Pucura dos piedras: epu=dos y cura=piedra) se ubica en la avenida del mismo nombre, en la comuna de Providencia de  Santiago de Chile. Posee doble sentido de tránsito, y se encuentra la mayor parte de su trayecto en el bandejón central. Inicia su recorrido en la intersección con la ciclovía Antonio Varas y continúa con la ciclovía Isabel La Católica, ya en la comuna de Las Condes, a pasos de la estación Francisco Bilbao del metro de Santiago.

## Estudio
Según un estudio de Ciudad Viva efectuado el año 2010, donde fueron consultados ciclistas de Santiago de Chile, ocupó el primer lugar como la ciclovía más atractiva, y el segundo como las más segura de esta ciudad.